# Litta Soheila Sohi
Pour les articles homonymes, voir Sohi.
Litta Soheila Sohi (en persan : لیتا سهیلا سهی ; née le 8 avril 1966), est une cavalière de dressage iranienne,. 
Elle s'essaye pour la première fois à l'équitation à l'âge de quatre ans en Iran. À neuf ans, elle commence à suivre des cours d'équitation au Danemark puis elle suit une formation en dressage à partir de 2002 à Rome, en Italie. La même année, elle devient professionnelle et commence à concourir dans des compétitions internationales. 
Elle est la première cavalière à représenter l'Iran dans des compétitions internationales de dressage, le faisant à Hickstead en 2014, comme enregistré sur la Fédération Équestre Internationale (FEI). Elle participe aussi au Concours de Dressage International (CDI)3* Intermédiaire 1 et au CDI3* Prix St-Georges à Saumur en septembre 2014, deux compétitions internationales de dressage. 
Elle est membre de la fédération britannique de dressage : British Dressage. 
Elle participe aux Jeux asiatiques de 2018 et termine à la 6e place.

## Biographie

### Formation
Litta Soheila Sohi passe son enfance au Danemark, où elle pratique l'équitation à partir de 9 ans. Elle monte alors dans un club local.
Elle déménage en Italie en 2002 avec celui qui est alors son mari, Roberto Isolani. C'est là qu'elle se découvre une passion pour le dressage et décide d'y consacrer sa vie. Le couple déménage à Londres pour des questions d'argent, et elle commence à s'y entraîner avec Pammy Hutton et Vicky Thompson.

### Carrière (2014-2020)
Pour sa première compétition, à Hickstead, en 2014, elle achète Davino 22 alors qu'il est en vente en France.
À partir de 2015, elle s'entraîne avec Daniel Sherriff, un cavalier international anglais. Elle concourt avec trois chevaux, Bayford Hall Dallaglio, Davino 22 et Air FK. Elle participe principalement aux CDI 2 et 3*, ainsi qu'à des Grands Prix et au Prix Saint-Georges.
En 2016, elle participe à plusieurs concours en vue de se qualifier aux Jeux olympiques de Rio mais doit abandonner car son cheval Bayford Hall Dallaglio n'est pas au niveau pour la compétition.
Elle change alors d'entraîneur et travaille avec Spencer Wilton pour augmenter son niveau. Elle change également de monture et concourt désormais avec Air FK. C'est avec lui qu'elle participe aux Jeux asiatiques de 2018, terminant à la 6e place.  
Elle change à nouveau d'entraîneur pour Nicky Barret et en 2019 elle commence à concourir avec Don Carissimo lors de plusieurs CDI3*. Elle concourt pour la dernière fois avec lui en octobre 2019.   

### Vie privée
En 2020, à l'âge de 53 ans, elle annonce prendre sa retraite pour se concentrer sur sa famille à Londres. 
Elle est la maman de quatre enfants : Soheil, Emma, Giulia, et Paolo.

## Palmarès
Entre 2014 et 2019, Litta Soheila Sohi concourt avec quatre chevaux à plus de 85 compétitions, principalement des CDI2* et CDI3* 
Jeux asiatiques de 2018 - 6e place - avec Air FK (2018)
CDI3* Le Mans GP Grand Prix - 26e place - avec Don Carissimo (2019)
CDI3* Le Mans GP Grand Prix Freestyle to Music - 14e place - avec Don Carissimo (2019)
CDI3* Olympic Qualifier for Group F  - Non-OG-MER Exloo GP Grand Prix - 24e place - avec Don Carissimo (2019)